# علم المناعة العصبية

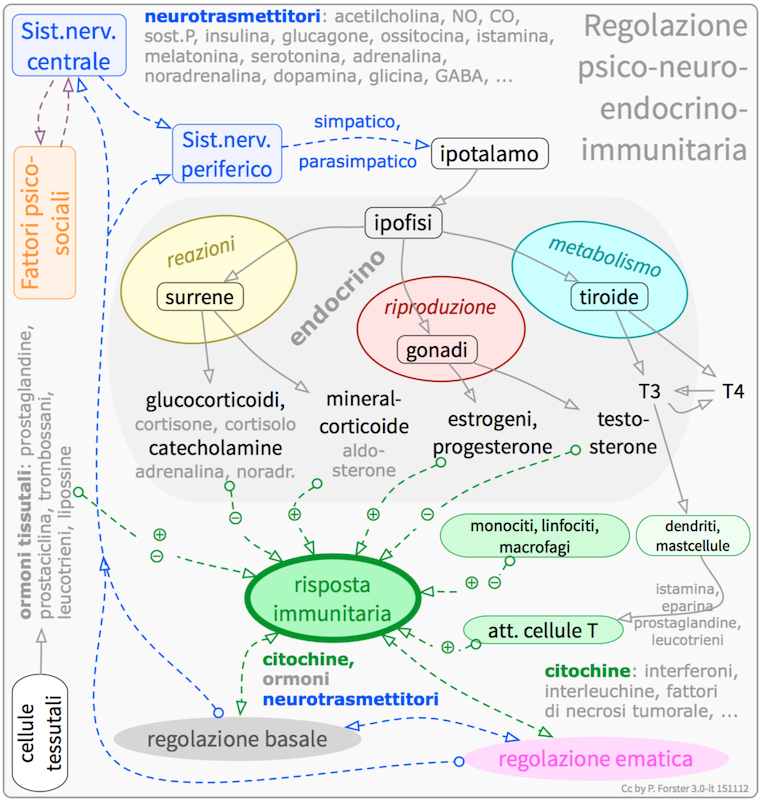

عِلْمُ المَناعَةِ العَصَبِيَّة (بالإنجليزية: Neuroimmunology)‏ هو العلم المعني بدراسة كل من الجهاز العصبي، وعلم المناعة الذي يدرس الجهاز المناعي. يسعى علماء المناعة العصبية إلى فهم التفاعلات بين هذين النظامين المعقدين بشكل أفضل خلال عمليات التطور والاستتباب والاستجابة للأذية. الهدف طويل الأمد لهذا المجال البحثي سريع التطور هو تطوير فهمنا للآلية الإمراضية وراء الأمراض العصبية، والتي لا تُعرف لبعضها أسباب واضحة. يساهم بذلك علم المناعة العصبية في تطوير أدوية جديدة لحالات عصبية عدة. تجري الكثير من أنواع التفاعلات في الجهازين العصبي والمناعي، بما فيها العمليات الفيزيولوجية الوظيفية للجهازين العصبي والمناعي في الصحة والمرض، والخلل الوظيفي في أحد الجهازين أو كليهما والذي يؤدي إلى الاضطرابات وعوامل الإجهاد الفيزيائية والكيميائية والبيئية التي تؤثر فيهما بشكل يومي.

## خلفية
المواقع العصبية المسؤولة عن توليد الحرارة والسلوك والنوم والمزاج معرضة لتأثير السيتوكينات طليعة الالتهابية التي تُطلقها البالعات الكبيرة المُفعَّلة والوحيدات أثناء الخمج. كُشف عن إنتاج السيتوكينات داخل الجهاز العصبي المركزي استجابةً للأذية الدماغية والالتهابات الفيروسية والجرثومية والعمليات التنكسية العصبية.
يقول المعهد الوطني الأمريكي للصحة:
«بالرغم من موقع الدماغ المحصن مناعيًا، هناك اتصالات كثيفة ثنائية الاتجاه بين الجهازين العصبي والمناعي في الصحة والمرض. تتواسط الخلايا المناعية والجزيئات المناعية العصبية كالسيتوكينات والكيموكينات وعوامل النمو الوظيفة الدماغية عبر عدة سبل تفعيل طوال الحياة، إذ تعمل عوامل الإجهاد المناعية والفيزيولوجية والنفسية على إشراك السيتوكينات وغيرها من الجزيئات المناعية كوسائط للتفاعل مع الجهاز الصمي العصبي والجهاز الببتيدي العصبي والناقلات العصبية. فمثلًا، يرتفع مستوى السيتوكينات في الدماغ بعد التعرض للإجهاد، وتساعد العلاجات الموَجهة لتخفيف الإجهاد على عكس هذا التأثير».
«تبيّن أن الالتهاب العصبي وتفعيل المناعة العصبية مسببان هامان في مجموعة متنوعة من الاضطرابات العصبية كالسكتة الدماغية ومرض باركنسون وألزهايمر والتصلب المتعدد والألم والخرف المرافق لمرض الإيدز. تعدل السيتوكينات والكيموكينات وظيفة الجهاز العصبي المركزي في غياب أي مشاكل مناعية أو فيزيولوجية أو نفسية واضحة. فمثلًا، تؤثر السيتوكينات وحاصرات مستقبلات السيتوكينات على العمليات المعرفية والعاطفية. تشير الأدلة الحديثة إلى أن تأثيرات الجزيئات المناعية على أنظمة الدماغ تختلف عبر مراحل العمر. تنظم السيتوكينات والكيموكينات النتروفيناتِ وجزيئاتٍ أخرى حاسمة في عمليات النمو العصبي، وإن التعرض لبعض المشاكل المناعية العصبية في وقت مبكر من الحياة يؤثر على نمو الدماغ. تؤثر السيتوكينات والكيموكينات عند البالغين على المرونة الشبكية وعمليات عصبية أخرى قد تتغير في الأدمغة الهرمة. أخيرًا، تشير تفاعلات الجزيئات المناعية مع الجهاز الوطائي-النخامي-القندي إلى أن الاختلافات الجنسية عامل مهم في تحديد تأثيرات المناعة العصبية على وظائف الدماغ والسلوك».
توضح الأبحاث الحديثة أن خفض عدد الخلايا اللمفاوية عند الفئران يمكن أن يضعف قدراتها الإدراكية، وأن استعادة عدد الخلايا اللمفاوية تحسن القدرات الإدراكية مجددًا.

## علم التخلق

### نظرة عامة
يضم علم التخلق فرعًا جديدًا لدراسة طب المناعة العصبية. يهتم هذا الفرع بالدماغ والسلوك، وقد قدم الرؤى حول الآليات الكامنة وراء نمو الدماغ وتطوره ومرونة الخلايا العصبية ومرونة الشبكة والاستتباب والشيخوخة ومسببات الأمراض العصبية المتنوعة وعمليات التجدد العصبية. وهو يسعى إلى اكتشاف العوامل البيئية التي تحرض الإصابة باضطرابات عصبية محددة والمؤشرات الحيوية لأمراض معينة. والهدف من ذلك هو «تحفيز التعافي المتسارع للوظائف الإدراكية والسلوكية والحسية والحركية الحسية التي فُقدت بشكل غير عكوس من خلال إعادة البرمجة التخلقية وبرمجة الخلايا الجذعية العصبية الذاتية في المنطقة نفسها».

### الاضطرابات التطورية العصبية
تنتج الاضطرابات التطورية العصبية عن تأذي نمو وتطور الدماغ والجهاز العصبي وتؤدي إلى الكثير من الاضطرابات. من هذه الاضطرابات، متلازمة أسبرجر، وإصابات الدماغ الرضية، واضطرابات التواصل والنطق واللغة، والاضطرابات الوراثية مثل متلازمة الصبغي إكس الهش ومتلازمة داون والصرع، ومتلازمة الجنين الكحولي. أظهرت الدراسات أن اضطرابات طيف التوحد قد تحدث بسبب اضطرابات أساسية في التنظيم التخلقي. أظهرت أبحاث أخرى في علم المناعة العصبية أن عدم ضبط العمليات التخلقية المترابطة في التوحد يمكن أن يغير التعبير الجيني ووظيفة الدماغ دون أن يسبب آفات وراثية تقليدية يمكن عزوها إلى علاقة من نمط (سبب ونتيجة). تعد هذه النتائج من الاكتشافات الحديثة في نواحٍ غير معروفة سابقًا عن سوء التعبير الجيني.

### الاضطرابات التنكسية العصبية
تشير الدلائل المتزايدة إلى تواسط الآليات التخلقية المعطوبة في الإصابة بالأمراض التنكسية العصبية. ومن الأمراض التنكسية العصبية داء هنتنغتون وداء ألزهايمر. أسفرت الأبحاث المناعية العصبية في هذه الأمراض عن أدلة منها عدم وجود أنماط الوراثة الماندلية البسيطة، وسوء الانتظام النسخي الشامل، وعدة أنواع من التغيرات المرضية في الحمض الريبي النووي وغيرها. في واحدة من التجارب، أظهر علاج مرض هنتنغتون بنازع أسيتيل الهستون، وهو إنزيم يزيل مجموعات الأسيتيل من الليزين والأنثراسيلين الرابط للدنا/الرنا التي تؤثر على تحديد المواقع الجسيمات النووية، تأثيرًا إيجابيًا على مستوى المقاييس السلوكية والوقاية العصبية وإعادة تشكيل الجسيمات النووية، وديناميكيات الكروماتين المرافقة. ومن الاكتشافات الجديدة الأخرى المتعلقة بالأمراض التنكسية العصبية، اكتشاف أن الإفراط في التعبير عن نازع أسيتيل الهيستون سي6 يقمع النمط الظاهري التنكسي العصبي المرافق للآلية الإمراضية في داء ألزهايمر في النماذج الحيوانية. تُبيِّن النتائج الأخرى أن هناك آليات إضافية مسؤولة عن «الخلل النسخي والخلل بعد النسخ وتشوهات الكروماتين المعقدة في مرض هنتنغتون».

### الاضطرابات المناعية العصبية
تنعكس التفاعلات بين الجهاز العصبي والجهاز المناعي على صحة الجسم بشكل عام. يخضع الجهاز العصبي للمراقبة المستمرة من قبل الجهاز المناعي بشقّيه الفطري والمكتسب. خلال النمو وعند البالغين، يكتشف الجهاز المناعي التغيرات في هوية الخلية والاتصالات العصبية ويستجيب لهذه التغيرات. يمكن أن يؤدي فقدان تنظيم الاستجابات المناعية الفطرية والمكتسبة، وضعف التنسيق بين هذين الجهازين، والتعديلات في توزع آليات المناعة الفطرية، إلى تعريض الجهاز العصبي المركزي إلى المناعة الذاتية والتنكس العصبي. أظهرت أدلة أخرى أن تطور وتوزع الجهاز المناعي الفطري والمكتسب استجابة للعوامل المؤذية للسلامة الوظيفية على مستوى الخلية والجهاز ككل وتطور المناعة الذاتية تتواسطها جميعًا آليات تخلقية. رُبطت المناعة الذاتية بفقدان السيطرة على الآليات التخلقية، وبالتالي فإن استخدام الأدوية العلاجية التخلقية قد يساعد على عكس العمليات المسببة لبعض الأمراض المعقدة. التصلب المتعدد أحد أنواع الاضطرابات المناعية العصبية التي تصيب الكثير من الأشخاص. يحدث في التصلب المتعدد التهاب الجهاز العصبي المركزي ونزع النخاعين المتواسَط بالمناعة والتنكس العصبي.
التهاب الدماغ النخاعي المؤلم (المعروف باسم متلازمة التعب المزمن) هو مرض على مستوى عدة أجهزة يؤدي إلى خلل وظيفي في الجهاز العصبي والمناعي والصماوي والتمثيل الغذائي للطاقة. يُظهر الكثير من المرضى تنكسًا مناعيًا عصبيًا، إلا أن الأسباب الحقيقية لالتهاب الدماغ النخاعي المؤلم غير معروفة. تتضمن أعراضه تراجعًا كبيرًا في الانخراط في الأنشطة المعتادة، أو الوقوف أو الجلوس بشكل مستقيم، وعدم القدرة على التكلم، ومشاكل النوم، والحساسية المفرطة للضوء أو الصوت أو اللمس و/أو المشاكل في التفكير والذاكرة (الأداء المعرفي المعيب). ومن الأعراض الشائعة الأخرى، ألم العضلات أو المفاصل أو التهاب الحلق أو التعرق الليلي. لا يوجد علاج، ولكن يمكن تخفيف الأعراض. قد يُظهر المرضى الذين لديهم حساسية تجاه العفن تحسنًا في الأعراض بعد انتقالهم إلى مناطق أكثر جفافًا. تكون الأعراض عند بعض المرضى أقل حدة، وقد يبقى آخرون طريحي الفراش مدى الحياة.